# Le streghe (film 2020)
Le streghe (The Witches) è un film del 2020 diretto da Robert Zemeckis.
La pellicola è l'adattamento cinematografico dell'omonimo romanzo del 1983 scritto da Roald Dahl, già portato al cinema col film del 1990 Chi ha paura delle streghe? (The Witches).

## Trama
Nell'Alabama degli anni sessanta, un ragazzino afroamericano rimane orfano e si trasferisce dunque a casa della nonna materna, la quale fa di tutto per cercare di farlo riprendere dallo shock. Falliti i tentativi a base di musica Motown e buona cucina, la donna riesce a fargli capire come la vita possa essere ingiusta e che accettarlo è l'unico modo per sopravvivere. Ristabilito il buon umore nel ragazzo, la donna gli regala una topolina da ammaestrare e inizia a passare dei bei momenti insieme a lui. In questo frangente i due vengono tuttavia notati da una strega, che lancia una maledizione sulla nonna causandole una brutta tosse. Il giorno dopo i due vanno al supermercato e qui il ragazzo si imbatte in una donna che va in giro con un terrificante serpente e che lo terrorizza, la medesima strega che aveva maledetto sua nonna. Quella sera il ragazzo racconta tutto all'anziana ed ella gli rivela che le fattucchiere esistono davvero e provano un tremendo odio per i bambini; gli racconta inoltre di una sua amica d'infanzia che era stata tramutata in gallina da una di loro sotto i suoi occhi impotenti.
A questo punto i due, per sfuggire alle grinfie della strega, scappano portando la topolina con loro e si rifugiano in un lussuoso hotel, a cui hanno accesso solo grazie al fatto che un cugino della donna vi lavorava come chef. Qui si sentono al sicuro perché si tratta di un luogo frequentato da persone prettamente ricche e bianche: le streghe non si interessano a questi ultimi, perché sanno che far sparire uno dei loro bambini desterebbe scalpore. Subito dopo il loro arrivo entra nella hall anche una schiera di donne che sono proprio streghe, tra cui figura anche quella che aveva provato a di circuire il ragazzo. La capogruppo è la strega suprema, la più cattiva e potente di tutte, nonché quella che a suo tempo tramutò in gallina l'amica della nonna. Ella ha modi molto melliflui con il direttore dell'hotel e insiste per portare con sé il suo gatto. Quella notte, la nonna racconta al ragazzo tutti i dettagli utili a riconoscere le streghe: esse sono in realtà calve e usano delle parrucche sebbene queste diano loro fastidio, hanno piedi e mani deformi che nascondono con guanti e anche bocca e narici enormi che cercano di celare col trucco.
Il giorno dopo, dopo aver fatto amicizia con l'ingordo Bruno Jenkins, il ragazzo si infila in una sala convegni per far esercitare la sua topolina. Qui viene presto raggiunto dal gruppo di donne che, quando credono di essere completamente sole, rivelano il loro vero aspetto di streghe. La Grande Strega Suprema inizia a levitare in aria, rimproverando le altre per i loro scarsi risultati. Dopo aver incenerito una strega che ha osato rivolgerle una domanda in un modo a suo dire "impertinente", illustra il suo piano per eradicare i bambini dal mondo: aprire una serie di pasticcerie ed avvelenare i dolciumi con una pozione di sua invenzione che li tramuterà in topi. Poco dopo fa il suo ingresso Bruno Jenkins, a cui la strega aveva fornito poco prima una cioccolata "corretta" con la citata pozione. Egli si trasforma in topo davanti a tutti e le streghe cercano di ammazzarlo. A questo punto interviene Gigia, la topolina del protagonista, la quale in realtà è una bambina di nome Mary che aveva subito questo trattamento. Ella salva Bruno ma rivela in questo modo il nascondiglio del ragazzo, che viene tramutato a sua volta in topo.
A questo punto, i tre riescono con tanti sotterfugi e correndo molti rischi a raggiungere la camera da letto della nonna. Questa, che nel suo piccolo è una guaritrice e capisce qualcosa di pozioni, crede di poter risolvere il problema. Poiché la Strega Suprema alloggia esattamente nella stanza sottostante la loro, i quattro aspettano che lei esca per calare poi tramite una calza il ragazzo/topo nella stanza, nel tentativo di reperire la pozione. Proprio quando la missione è quasi compiuta, la strega ritorna in camera per lasciarvi il suo gatto, che non può scendere nella sala da pranzo, intercetta la calza in cui sta salendo il topolino con la pozione e sembra riconoscere la nonna, tuttavia il suono del campanello la distrae. Arriva dunque il direttore dell'hotel, il quale le consegna un trasportino per gatti e le chiede cosa vorrebbe per cena per sé e le sue compagne. Nonostante la sua immensa ricchezza, la donna sceglie una zuppa di piselli. Quando il direttore va via, la strega rinchiude il gatto nel trasportino, punendolo per aver osato entrare lì dentro nonostante lei fosse contraria.
La nonna prova a invertire l'incantesimo ma fallisce: a questo punto l'unica cosa da fare è impedire alle streghe di fare lo stesso ad altri bambini. I topi e la donna hanno sentito la conversazione fra la megera e il direttore e si organizzano così per avvelenare la loro zuppa con la pozione. Mentre il nipote della curatrice si occupa di ciò, questa prova a parlare ai genitori di Bruno ma i due danno di matto non appena vedono un topo. Ai protagonisti non rimane che osservare le streghe a cena. Proprio in quel momento, però, la strega suprema riconosce in lei la ragazzina che le era sfuggita alcuni decenni prima e le si avvicina con fare insinuante, senza aver ancora mangiato. I topi ne approfittano per rubarle la chiave della sua camera e, un attimo dopo, tutte le altre streghe si tramutano irreversibilmente in roditori, scatenando un putiferio. Nel frattempo i quattro si introducono nella sua stanza e qui trovano grandi quantità di pozioni, molto denaro e un registro su cui sono segnati nomi e domicili di tutte le streghe del mondo.
Proprio in quel momento, la Grande Strega Suprema arriva in camera e cerca di uccidere la nonna utilizzando i suoi poteri. I topi riescono tuttavia a farle ingerire la pozione, tramutandola in un orribile sorcio. La nonna la rinchiude poi in un barattolo di vetro e la lascia alla mercé del suo stesso gatto. Non esiste contromagia per i bambini così stregati e i genitori di Bruno si rifiutano di accettare la verità, per cui i tre bambini continuano a vivere con la nonna e riescono ad essere felici, seppur consci del fatto che i roditori abbiano una vita molto più breve di un umano. Negli anni a venire, i quattro gireranno il mondo in roulotte andando a caccia di tutte le streghe rimanenti sul pianeta e ciò li renderà delle vere e proprie celebrità, e illustreranno ad altri bambini come difendersi e combattere contro le fattucchiere.

## Produzione

### Sviluppo
Inizialmente il film, nel dicembre 2008, doveva essere d'animazione e in stop motion, con la regia di Guillermo del Toro, ma il progetto non attirò interesse e fu bloccato.
Nel 2018 il progetto riprende vita con Robert Zemeckis alla regia.

### Sceneggiatura
Zemeckis ha dichiarato che il film è più vicino al romanzo Le streghe di Roald Dahl rispetto al film Chi ha paura delle streghe? (1990). Lo sceneggiatore Kenya Barris ha dichiarato delle differenze col romanzo: il film è ambientato negli anni 1960 in Alabama, invece il romanzo era ambientato negli anni 1980 in Inghilterra, mentre il protagonista originale era un ragazzo norvegese invece nel film sarà un ragazzo afroamericano.

### Riprese
Le riprese del film sono iniziate l'8 maggio 2019 e si sono svolte tra gli stati dell'Alabama e della Georgia, oltre che agli Studi Leavesden di Londra.

## Promozione
Il primo trailer del film è stato diffuso il 2 ottobre 2020.

## Distribuzione
Il film, inizialmente programmato nelle sale cinematografiche statunitensi dal 9 ottobre 2020, e successivamente rinviato al 2021 a causa della pandemia di COVID-19; è stato distribuito negli Stati Uniti sulla piattaforma streaming on demand HBO Max a partire dal 22 ottobre 2020; in Italia è stato presentato al festival Alice nella città il 25 ottobre, per poi essere distribuito on demand nel resto del mondo a partire dal 28 ottobre dello stesso anno.

## Accoglienza

### Incassi
Il film ha incassato 29303571 $ in tutto il mondo.

### Critica
Sull'aggregatore Rotten Tomatoes il film riceve il 49% delle recensioni professionali positive con un voto medio di 5,5 su 10 basato su 184 recensioni. Su Metacritic ottiene un punteggio di 47 su 100 basato su 31 recensioni.

## Riconoscimenti
- 2021 - Nickelodeon Kids' Choice Awards[10]
  - Candidatura per l'attrice preferita dal pubblico ad Anne Hathaway
- 2021 - Saturn Award[11]
  - Candidatura per il miglior film fantasy
- 2021 - VES Awards[12]
  - Candidatura per i migliori effetti visivi in un film a Kevin Baillie, Sandra Scott, Sean Konrad, Glenn Melenhorst e Mark Holt
  - Candidatura per il miglior personaggio animato in un film a Jye Skinn, Sarah Fuller, Marco Iannaccone e Fredrik Sundqvist (per Daisy)
  - Candidatura per il miglior modello in un film a Jared Michael, Peter Dominik, Sylvain Lesaint e Emily Tilson (per le montagne russe)

## Casi mediatici
Membri della comunità disabile hanno criticato il film per la rappresentazione della Grande Strega Suprema, interpretata da Anne Hathaway, come affetta da ectrodattilia, sostenendo inoltre che la rappresentazione dei personaggi cattivi con malformazioni o difetti fisici possa assecondare gli stereotipi secondo cui le disabilità siano anormali; anche i partecipanti ai Giochi paralimpici hanno espresso il loro disappunto. La Warner Bros. si è scusata per la rappresentazione, che voleva solo rappresentare al meglio gli artigli della strega; anche Anne Hathaway si è scusata dicendosi mortificata per l'accaduto.